# Matthew Dawson
Matthew „Matt“ Dawson (* 27. April 1994 in Gosford) ist ein australischer Hockeyspieler, der mit der australischen Hockeynationalmannschaft 2021 Olympiazweiter war.

## Sportliche Karriere
Matthew Dawson war bereits im Juniorenbereich Mitglied der australischen Auswahlmannschaft. 2014 debütierte der Verteidiger in der Nationalmannschaft. Er absolvierte bis 2024 215 Länderspiele, in denen er 25 Tore erzielte.
Bei den Olympischen Spielen 2016 in Rio de Janeiro erreichten die Australier das Viertelfinale, unterlagen dort aber der niederländischen Mannschaft. Nach den Platzierungsspielen belegten die Australier den sechsten Platz. Im April 2018 waren die Australier Gastgeber der Commonwealth Games 2018, im Finale besiegten sie die neuseeländische Mannschaft mit 2:0. Ende 2018 fand im indischen Bhubaneswar die Weltmeisterschaft 2018 statt. Die australische Mannschaft unterlag den Niederländern im Halbfinale nach Penaltyschießen. Im Spiel um den dritten Platz bezwangen die Australier die englische Mannschaft mit 8:1. Bei den Olympischen Spielen in Tokio gewannen die Australier ihre Vorrundengruppe und gewannen im Viertelfinale das Penaltyschießen gegen die Niederländer. Nach einem Halbfinalsieg über die deutsche Mannschaft unterlagen die Australier im Finale den Belgiern im Penaltyschießen.
2022 gewann Dawson mit dem australischen Team bei den Commonwealth Games in Birmingham.
Bei der Weltmeisterschaft 2023 in Bhubaneswar gewannen die Australier im Viertelfinale gegen die spanische Mannschaft und verloren im Halbfinale gegen die Deutschen. Das Spiel um Bronze entschieden die Niederländer mit 3:1 für sich. Dawson war in allen Spielen dabei. Bei den Olympischen Spielen 2024 in Paris schieden die Australier im Viertelfinale gegen die Niederländer aus. Dawson wirkte in allen sechs Spielen mit.

### Fingerfraktur
Nachdem er sich während der Vorbereitung auf die Olympischen Sommerspiele 2024 eine Fraktur des rechten Ringfingers zuzog, gab es für ihn zwei Optionen. Zum einen ein Gipsverband und ein langwieriger Heilungsprozess, und zum anderen eine Teilamputation des betroffenen Fingers und weiterhin die Chance auf eine Olympiateilnahme in Paris. Er entschied sich für die Teilamputation.